# Glæden er jordens gæst i dag!
Glæden er jordens gæst i dag! er en dansk dokumentarfilm fra 1968 med instruktion og manuskript af Henning Ørnbak.

## Handling
Den moderne julehøjtid, iagttaget med bittersød ironi.